# آپولو ۱۸ (فیلم)
آپولو ۱۸ (انگلیسی: Apollo 18) یک فیلم در ژانر ترسناک، علمی تخیلی و مهیج به کارگردانی گونسالو لوپس-گایگو است که در سال ۲۰۱۱ منتشر شد. از بازیگران آن می‌توان به وارن کریستی، لوید اوون، و رایان رابینز اشاره کرد.